# ヴァシュラン (菓子)
ヴァシュラン（フランス語: vacherin）はフランスのデザート。ヴァシュラン・グラセ（フランス語: vacherin glace）ともいう。
生地で作った型枠に、アイスクリームやホイップクリームなどを詰めたり周囲に塗ったりして作る。クリームをただ詰めるだけでなく、マジパン、果物の砂糖漬け、チョコレートなどでデコレーションしたりというバリエーションも見られる。
形状がチーズのヴァシュランに似ていることから名付けられた。19世紀のリヨンに起源があるとされる。